# Дон Камилло, монсеньор
«Дон Камилло, монсеньор» (итал. Don Camillo monsignore... ma non troppo, фр. Don Camillo Monseigneur) — кинофильм режиссёра Кармине Галлоне, вышедший на экраны в 1961 году. Экранизация произведений Джованнино Гуарески. Четвёртый из серии фильмов о похождениях дона Камилло, сыгранного Фернанделем.

## Сюжет
Проходит несколько лет после предыдущего фильма серии. За это время дон Камилло становится архиепископом и переезжает в Рим. Здесь же оказывается и его «заклятый друг» Пеппоне, ставший сенатором-коммунистом. Оба они скучают по простой жизни в родном городке, и однажды им представляется возможность вернуться на родину. Дон Камилло узнаёт, что коммунисты собираются построить в городке жилой дом на месте старинной часовенки. Он отправляется разбираться с этим делом, однако уже в поезде сталкивается с Пеппоне. Радость от встречи вскоре сменяется у героев желанием во что бы то ни стало взять верх в очередном споре...

## В ролях
- Фернандель — дон Камилло
- Джино Черви — Джузеппе Боттацци по прозвищу Пеппоне
- Леда Глория — сеньора Боттацци
- Джина Ровере — Джизелла Мараска
- Валерия Чанготтини — Розетта Гротти
- Саро Урдзи — Бруско
- Марко Тулли — Ло Смильдзо
- Андреа Кекки — представитель компартии в Риме
- Эмма Граматика — Дезолина
- Карло Джуффре[итал.] — Вальтер Боттацци